# 모세오경
모세오경 또는 토라(תורה)는 구약 성서의 첫 다섯 책이다. 모세의 오서, 율법이라고도 불린다. 이것들은 모세가 썼다는 전승이 있었으므로 모세오경이라고 하지만, 근대 이후 '문서 가설'에선 다른 시대 합성 문서라는 가설을 세워 모세가 직접 썼다는 설을 부정한다. 다만 보수적인 기독교회와 학자는 오늘도 모세 기자설을 지지하고 있다. 또 정교회 주해서에는, 이러한 학설의 대립에 접하지 않고, 전통적으로 모세가 저자라는 기술에 그친 것도 있다.

## 모세오경 일람
- 창세기 「בראשית」(헤브라이어의 원제는 「태초에」[4]의 의미)
- 출애굽기 「שמות」(헤브라이어의 원제는 「이름」[5]의 의미)
- 레위기 「ויקרא」(헤브라이어의 원제는 「신은 불렸다」[6]의 의미)
- 민수기 「במדבר」(헤브라이어의 원제는 「황야에」[7]의 의미)
- 신명기 「דברים」(헤브라이어의 원제는 「말」[8]의 의미)

## 유대교
고대 유대교에서 토라는 온전한 율법이었다. 그러나 1세기에 예루살렘 성전이 사라진 이후 재형성 된 현대의 유대교에서는 바리새인의 전통에 따라 중요한 부분과 참조하는 부분으로 나누었다. 특히 성전 관련 구절은 더 이상 율법으로 인정하지 않으며, 참조할 뿐이다.
히브리어의 모세오경 각 제목은, 각 책들의 최초 문장 중에서 선택된 단어가 변형된 '문절'이다. 「בראשית」(창세기)는 1번째의 문절, 「שמות」출애굽기는 2번째의 문절, 「ויקרא」레위기는 1번째의 문절, 「במדבר」민수기는 5번째의 문절, 「דברים」신명기는 2번째의 문절로부터 관사를 제외한 말이, 각각의 책의 제목이다. 그리고, 그것들 다섯 개의 제목이 줄서면 「태초에 황야에서 불린 이름은 말」이라는 의미를 이룬다. 그 때문에, 히브리어로 모세오경을 독경할 때는, 현행의 법률이나 계약서의 양식에도 받아들여지고 있는 단어의 다양한 사용례를 받아들여, 문장의 '낱말'로부터 온 '이름'인지, 혹은 '이름'에서 유래한 '낱말'인지 구별해야 한다. 예를 들면 문장에 사용된 '발뒤꿈치'를 의미하는 '야곱'의 '낱말'을 그대로의 의미로 보기도 하지만, 그 낱말이 '야곱'이란 사람 '이름'으로 사용되는지를 구분해야 한다.

## 기독교

### 구분
율법은 1.도덕률법, 2. 사법률법, 3.의식률법으로 나뉜다. 이 중, 도덕률법은 영속성이 있지만, 의식 율법은 예수 그리스도의 십자가에 의해서 성취되었다.

## 토라와의 구분
일반적으로 '토라'는 율법서를 가리키는데 구약성경은 율법서인 토라와 예언서 그리고 성문서로 구성되어 있기 때문에 구분되고 있다. 율법서 중에서 가장 중요한 책은 토라이다. 토라는 곧 모세 오경인 「창세기」 「출애굽기」 「레위기」 「민수기」 「신명기」, 이 다섯 권의 책을 가리키나 좀더 넓은 의미에서 성경 말씀 전체를 가리키기도 하여 모세오경이 곧 토라로 지칭하는 것은 오해를 가져올 수 있다. 그래서 유대인들에게 있어 성경 전체란 오로지 구약성경만을 가리킨다.(유대종파에 따라 모세오경만을 성경으로 인정하기도 한다) 따라서 '히브리어의 토라'는 모세 오경만이 아닌 구약 전체를 가리키는 말로 사용된다.

## 외부 링크

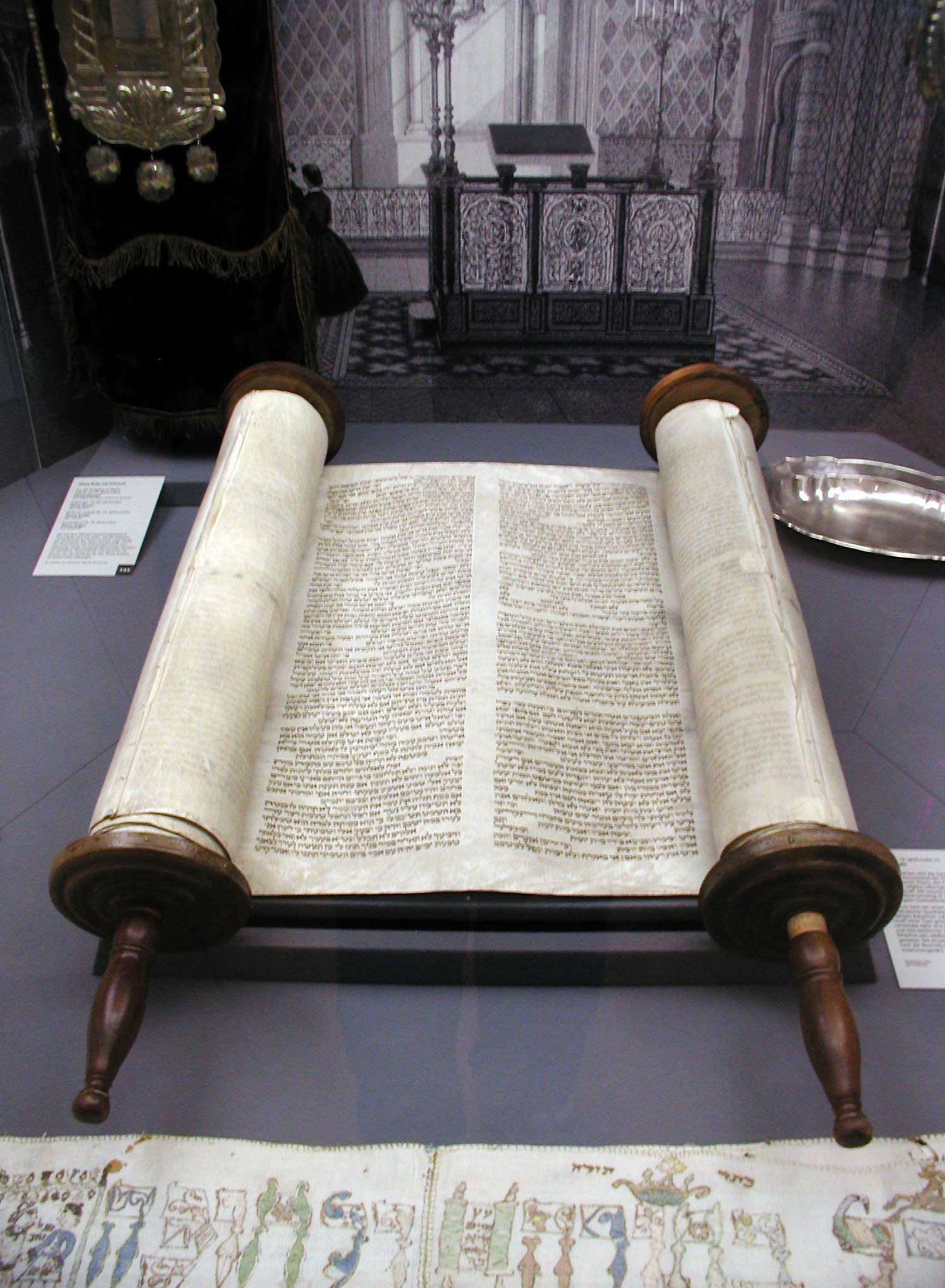
쾰른의 그록켄갓세 시나고그의 토라(양피지에 자필)

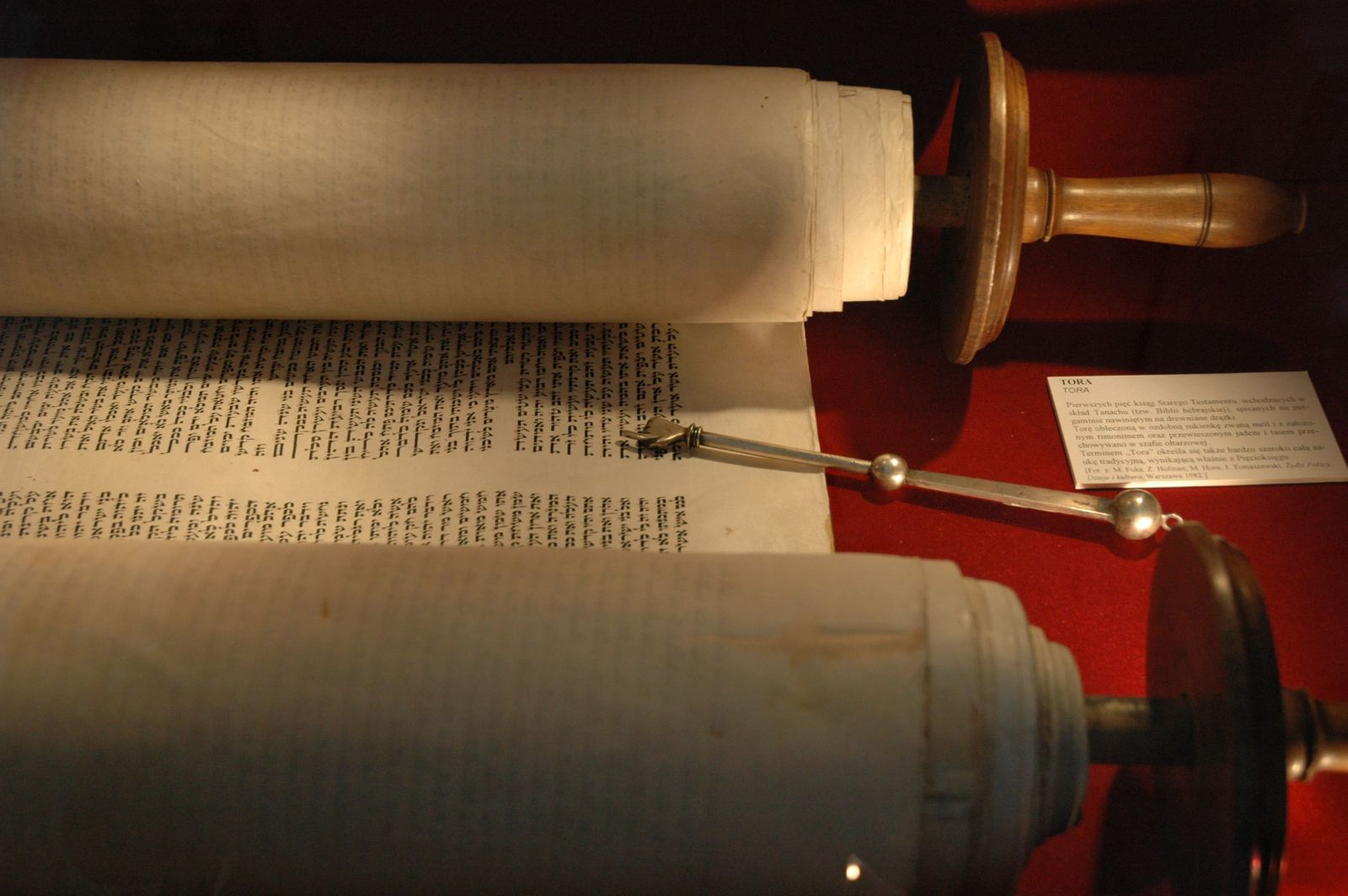
모세오경의 두루마리

## 같이 보기
- 모세
- 토라
- 구전률법
- 마소라 본문
- 사마리아오경 - 사마리아인의 모세오경